# Enotrio Pugliese
Enotrio Pugliese, meglio noto come Enotrio (Buenos Aires, 11 maggio 1920 – Pizzo, 21 agosto 1989), è stato un pittore italiano.

## Biografia
Nasce a Buenos Aires da una famiglia calabrese emigrata in Argentina all'inizio del secolo. I suoi primi contatti con il mondo della cultura e dell'arte hanno luogo in un clima caratterizzato dalle relazioni che la famiglia (anche dopo il rientro in Italia nel 1926) ha con l'ambiente musicale. Il padre è infatti per lungo tempo noto violoncellista prima al "Colón" di Buenos Aires, quindi componente di celebrati "quartetti da camera".
In Calabria sin da ragazzo, Enotrio (sarà questo il suo nome d'arte) comincia a rendersi conto delle molteplici ragioni sociali, economiche e morali che praticamente "obbligano" tanti italiani a tentare le vie dell'emigrazione. Motivi questi che via via sostanzieranno le sue scelte di vita, anche quando dopo il 1939, conseguita la maturità classica, si trasferisce a Roma e si iscrive alla facoltà di Chimica, nella convinzione di poter poi emigrare con migliori prospettive di lavoro. I suoi veri interessi spirituali sin da allora cominciano tuttavia a manifestarsi nel settore delle arti figurative, di cui recepisce i diversi fermenti attraverso la lettura di riviste e settimanali.
La sua prima mostra si tiene nel 1946 alla galleria "Del Cortile" di Roma, che presenta una serie di disegni ad acquarello sulle Fosse Ardeatine. Un'esposizione di Enotrio c'è stata anche nella Sala Borromini di Roma nel 1995, col patrocinio delle Regioni Lazio e Calabria e dei comuni di Roma, Reggio Calabria, Vibo Valentia. Le sue opere si trovano in prestigiosi palazzi, uffici, collezioni private, musei e gallerie d'arte in tutta Italia. Enotrio è stato descritto in molte pubblicazioni e la sua eredità include documenti segreti, poesie e versi in dialetto di struggente bellezza che meritano di essere pubblicati.
Enotrio fu un artista poliedrico che oltre a dipingere illustrò vari libri e scrisse un volume di poesie intitolato Fatti figuri e cosi calabrisi edito dalle edizioni Carte Segrete. Fu anche un incisore che prediligeva la tecnica della xilografia, come testimoniano le sue opere Carlo Levi, Enotrio, Grafica pubblicate dalle edizioni Bora di Bologna nel 1972, e La xilografia di Enotrio di Renato Nicolai, pubblicate dall'Istituto Editoriale Europeo nel 1983. L'opera di Enotrio è stata oggetto di dodici monografie e numerosi poeti gli hanno dedicato poesie. Il suo lavoro è stato oggetto anche di documentari.
Dopo la seconda guerra mondiale ha frequentato lo studio del pittore Domenico Purificato e in seguito ha preso parte alle più importanti rassegne e premi nazionali.
È stato sensibile interprete delle bellezze naturali ma anche della miseria e delle speranze della Calabria, alla quale era molto legato e terra in cui si ritrasferì a partire dagli anni 50-60. A lui Franco Costabile ha lasciato le sue ultime poesie prima di suicidarsi.
È morto a Pizzo Calabro nell'agosto del 1989. È sepolto nel cimitero di San Costantino Calabro, paese d'origine della sua famiglia, al quale ha donato la struttura della Casa del Popolo.

## Opere nei musei
- Museo permanente arte contemporanea di Amatrice (RI).